# San Francisco (Falcón)
San Francisco é um município da Venezuela localizado no estado de Falcón.
A capital do município é a cidade de Mirimire.